# Myrmecaelurus werneri
Myrmecaelurus werneri is een insect uit de familie van de mierenleeuwen (Myrmeleontidae), die tot de orde netvleugeligen (Neuroptera) behoort. 
Myrmecaelurus werneri is voor het eerst wetenschappelijk beschreven door Klapálek in 1914.